# Бочкін Ігор Іванович
Ігор Іванович Бочкін (рос. Игорь Иванович Бочкин) — радянський і російський актор театру і кіно. Народний артист Російської Федерації (2005).

## Біографія
Ігор Бочкін народився 17 лютого 1957 року в Москві. Перша зйомка в кіно відбулася у віці 15 років у фільмі «Вогники» (режисер Борис Рицарев) і «Червоне сонечко», асистент режисера помітила його в кінотеатрі, запросила його в кіно.
У 1981 році закінчив Державний інститут театрального мистецтва (курс К. Михайлова). Після закінчення інституту був прийнятий в трупу театру ім. Н. В. Гоголя, де пропрацював до 1990 року, після чого перейшов в Московський драматичний театр ім. А. С. Пушкіна.

## Фільмографія
- «НП районного масштабу» (1988, Микола Петрович Шумилін)
- «Свій хрест» (1989, Гена Климук)
- «Оскаженілий автобус» (1990, Павло Мелкоянц, ватажок терористів)
- «Кар'єр» (1990, Олексій Агєєв в молодості)
- «Коло приречених» (1991, Сергій)
- «Міцний мужик» (1991, Спиридон Расторгуєв, шофер)
- «Дунечка» (2005)

## Родина
Дружина — акторка Ганна Легчилова. У пари в 2016 році народився син.